# Crystal Lake (Connecticut)
Crystal Lake é uma Região censo-designada localizada no estado americano de Connecticut, no Condado de Tolland.

## Demografia
Segundo o censo americano de 2000, a sua população era de 1459 habitantes.

## Geografia
De acordo com o United States Census Bureau tem uma área de
20,9 km², dos quais 20,2 km² cobertos por terra e 0,7 km² cobertos por água.

## Localidades na vizinhança
O diagrama seguinte representa as localidades num raio de 24 km ao redor de Crystal Lake.